# 죽음의 무도 (생상스)
《죽음의 무도 사단조 작품번호 40》(-舞蹈, 프랑스어: Danse macabre 당스 마카브르[*])는 1874년 프랑스의 작곡가 카미유 생상스가 작곡한 교향시이다. 이 곡은 시인 앙리 카잘리스(Henry Cazalis)가 오래된 프랑스 괴담 죽음의 무도를 바탕으로 쓴 시에서 영감을 얻어 1872년에 작곡된 성악과 피아노를 위한 예술가곡으로 시작하였다. 1874년에 작곡가가 작품을 표제 음악의 하나인 음시로 확장 및 편곡하고 성악 부분을 바이올린 독주로 갈음했다.

## 분석
전설에 따르면, 매년 할로윈날 자정이 되면 죽음이 나타난다. 죽음은 바이올린(여기서는 독주 바이올린으로 표현됨)을 연주하며 무덤에서 죽은 자들을 불러내어 자신을 위해 춤추게 한다. 해가 뜰 때 수탉이 울 때까지 해골들이 춤을 추다가, 다음 해까지 무덤으로 돌아가야 한다.
이 곡은 하프가 라(D)음을 열두 번 연주하며 시작되는데(자정을 알리는 열두 번의 종소리), 현악기군의 부드러운 화음이 이를 반주한다. 독주 바이올린이 중세와 바로크 시대에 '음악의 악마'(diabolus in musica)로 알려진 증4도(tritone)를 연주하며 등장한다. 가(A)음과 내림 마(E♭)음으로 구성된 이 증4도를 연주하기 위해 바이올린의 미(E)현을 내림 마(E♭)음까지 낮추는 특수 조율법(스코르다투라)이 사용된다.
첫 번째 주제가 독주 플루트로 연주되고, 이어서 두 번째 주제가 현악기군의 부드러운 화음 반주와 함께 독주 바이올린의 하행 음계로 나타난다. 첫 번째와 두 번째 주제 또는 그 단편들이 이후 오케스트라의 여러 부분에서 들린다. 곡이 점점 활기를 띠다가 중간 지점, 두 번째 주제를 바탕으로 한 대위법적 부분 직후에 목관악기가 레퀴엠의 그레고리오 성가인 〈진노의 날〉을 직접 인용한다. 이 〈진노의 날〉은 작품의 두 번째 주제와 선율적으로 연관되어 있으며, 특이하게도 장조로 제시된다. 이 부분 이후 곡은 첫 번째와 두 번째 주제로 돌아가 오케스트라 전체가 매우 강한 다이내믹으로 연주하며 절정에 이른다. 그런 다음 갑작스러운 텍스처의 단절이 있고, 코다에서는 동이 트는 것(오보에가 연주하는 수탉의 울음소리)과 해골들이 무덤으로 돌아가는 것을 표현한다.
이 곡은 딸그락거리는 뼈의 소리를 모방하기 위해 실로폰을 특징적으로 사용한다. 생상스는 《동물의 사육제》의 "화석" 악장에서도 비슷한 모티프를 사용한다.
단조 왈츠의 진행과 선율은 바그너의 초기 오페라 《방황하는 네덜란드인》 3막 시작 부분의 "키잡이여, 당신의 경계를 멈추시오"에 나오는 선원들의 합창의 조롱("그들의 연인은 모두 죽었다" 등)과 유사하다.

## 악기 편성
- 독주 바이올린
- 목관악기: 피콜로, 플루트2, 오보에2, 클라리넷(내림 나)2, 바순2
- 금관악기: 호른(사&라조)4, 트럼펫(라조)2, 트롬본3, 튜바
- 타악기: 팀파니, 실로폰, 심벌즈, 트라이앵글, 큰북
- 현악기: 하프, 현악5부

## 원문
원문은 장 라오르(필명 앙리 카잘리스)의 《착각》(l'Illusion)에 수록된 〈평등, 박애...〉(Égalité, Fraternité...)에서 가져온 것이다.
한국어 번역은 다음과 같다.
지그, 지그, 지그, 죽음의 무도가 시작된다.

발꿈치로 무덤을 박차고 나온 죽음은,

한 밤중에 춤을 추기 시작한다.

지그, 지그, 재그, 바이올린 선율을 따라.

겨울 바람이 불고, 밤은 어둡고,

린덴 나무에서 신음이 들려온다.

하얀 해골이 제 수의 밑에서 달리고 뛰며,

어둡고 음침한 분위기를 건넌다.

지그, 지그, 지그, 모두들 뛰어 돌며,

무용수들의 뼈 덜그럭거리는 소리 들려온다.

욕정에 들끊는 한 쌍 이끼 위에 앉아

기나긴 타락의 희열을 만끽한다.

지그, 지그, 지그, 죽음은 계속해서,

끝없이 악기를 할퀴며 연주를 한다.

베일이 떨어진다! 한 무용수 나체가 된다.

그녀의 파트너가 요염하게 움켜잡는다.

소문에 그 숙녀가 후작이나 남작 부인이란다.

그녀의 용감한 어리석은 달구지 끄는 목수.

무섭도다! 그녀는 저 촌뜨기가 남작인 마냥

자기를 그에게 어떻게 허락한다.

지그, 지그, 지그. 사라반드 춤!

죽음이 모두 손을 잡고 원을 그리며 춤춘다.

지그, 지그, 재그. 군중 속에 볼 수 있는

농부 사이에서 춤을 추는 왕.

하지만 쉿! 갑자기 춤은 멈춘다,

서로 떠밀치다 날래게 도망친다; 수탉이 울었다.

아, 이 불행한 세계를 위한 아름다운 밤이여!

죽음과 평등이여 영원하라!

### 악보
- Danse macabre - 국제 악보 도서관 프로젝트(IMSLP)의 악보

### 소리
- 유튜브의 《죽음의 무도》 녹음본